# العلاقات البيروية الكازاخستانية
العلاقات البيروفية الكازاخستانية هي العلاقات الثنائية التي تجمع بين بيرو وكازاخستان.

## مقارنة بين البلدين
هذه مقارنة عامة ومرجعية للدولتين:
| وجه المقارنة                                              | بيرو                                   | كازاخستان                      |
| --------------------------------------------------------- | -------------------------------------- | ------------------------------ |
| المساحة (كم2)                                             | 1.29 مليون                             | 2.72 مليون                     |
| عدد السكان (نسمة)                                         | 32.16 مليون                            | 17.95 مليون                    |
| الكثافة السكانية (ن./كم²)                                 | 24.93                                  | 6.6                            |
| العاصمة                                                   | ليما                                   | نور سلطان                      |
| اللغة الرسمية                                             | اللغة الإسبانية، اللغة الأيمرية، كتشوا | اللغة القازاقية، اللغة الروسية |
| العملة                                                    | سول بيروفي جديد                        | تينغ كازاخستاني                |
| الناتج المحلي الإجمالي (بليون دولار)                      | 211.39 مليار                           | 159.41 مليار                   |
| الناتج المحلي الإجمالي (تعادل القوة الشرائية) بليون دولار | 393.13 مليار                           | 439.39 مليار                   |
| الناتج المحلي الإجمالي الاسمي للفرد دولار أمريكي          | 6.03 ألف                               | 10.51 ألف                      |
| الناتج المحلي الإجمالي للفرد دولار أمريكي                 | 11.99 ألف                              | 24.23 ألف                      |
| مؤشر التنمية البشرية                                      | 0.740                                  | 0.788                          |
| رمز المكالمات الدولي                                      | +51                                    | +7                             |
| رمز الإنترنت                                              | .pe                                    | .kz، .қаз ‏                     |
| المنطقة الزمنية                                           | توقيت بيرو، 00                         | ت ع م+05:00، ت ع م+06:00       |

## مدن متوأمة
في ما يلي قائمة باتفاقيات التوأمة بين مدن بيروفية وكازاخستانية:
- ترتبط تروخيو مع نور سلطان باتفاقية توأمة.

## منظمات دولية مشتركة
يشترك البلدان في عضوية مجموعة من المنظمات الدولية، منها:
| علم المنظمة | اسم المنظمة                               | تاريخ انضمام بيرو | تاريخ انضمام كازاخستان |
| ----------- | ----------------------------------------- | ----------------- | ---------------------- |
|             | الاتحاد البريدي العالمي                   | ?                 | ?                      |
|             | يونسكو                                    | 21 نوفمبر 1946    | 22 مايو 1992           |
|             | البنك الدولي للإنشاء والتعمير             | 31 ديسمبر 1945    | 23 يوليو 1992          |
|             | وكالة ضمان الاستثمار متعدد الأطراف        | 2 ديسمبر 1991     | 12 أغسطس 1993          |
|             | الاتحاد الدولي للاتصالات                  | 12 يوليو 1915     | 23 فبراير 1993         |
|             | منظمة الشرطة الجنائية الدولية             | ?                 | ?                      |
|             | مؤسسة التمويل الدولية                     | 20 يوليو 1956     | 30 سبتمبر 1993         |
|             | الأمم المتحدة                             | 31 أكتوبر 1945    | 2 مارس 1992            |
|             | مؤسسة التنمية الدولية                     | 30 أغسطس 1961     | 23 يوليو 1992          |
|             | الفريق المعني برصد الأرض                  | ?                 | ?                      |
|             | منظمة حظر الأسلحة الكيميائية              | ?                 | ?                      |
|             | المركز الدولي لتسوية المنازعات الاستشارية | 8 سبتمبر 1993     | 21 أكتوبر 2000         |

## وصلات خارجية
- موقع وزارة الخارجية البيروفية
- موقع وزارة الخارجية الكازاخستانية